# Volevo i pantaloni
Volevo i pantaloni è il primo romanzo di Lara Cardella, pubblicato nel 1989, quando l'autrice aveva solo 19 anni.
Il romanzo, parzialmente autobiografico, racconta la situazione di un'adolescente costretta nelle restrizioni mentali e culturali della Sicilia di quegli anni. Il romanzo ottenne un inaspettato successo, diventando un vero e proprio fenomeno di costume, arrivando ad essere tradotto in diversi paesi europei ed extraeuropei. Nello stesso anno di pubblicazione del libro, venne tratto un film omonimo diretto da Maurizio Ponzi ed interpretato da Giulia Fossà.
Nel 1995 la Cardella scrisse un seguito del romanzo, intitolato Volevo i pantaloni 2. Nel 2009, in occasione del ventesimo anniversario del libro, è stata pubblicata una nuova edizione negli Oscar Mondadori con in appendice un'intervista inedita all'autrice.

## Trama
Anna è una ragazza siciliana, che frequenta il liceo classico e soffre per una situazione di disagio causata dal maschilismo e dall'ottusità della famiglia e della società retrograda in cui vive. Deve attenersi a regole sociali secondo lei ingiuste ed evitare comportamenti considerati sconvenienti per una ragazza, come il divieto di truccarsi e indossare minigonne.
Diventa amica di una compagna di scuola, che desidera emulare perché più libera ed emancipata; va di nascosto a una sua festa dove conosce Nicola, un ragazzo che le piace e con il quale inizia una relazione. Il segreto non rimane tale a lungo: viene scoperta dalla famiglia e, per punizione, segregata in casa dai genitori. Il comportamento di Anna diviene pubblico grazie ai pettegolezzi del paese e diviene oggetto di scherno e di vergogna al punto che la ragazza viene ritirata da scuola e mandata a casa di una zia.
Quando quest'ultima lascia il marito, Anna rimane sola in casa con lo zio che tenta di violentarla. Tuttavia riesce a fuggire nella notte e trova la forza per denunciarlo. Tornata con i genitori accetta un matrimonio riparatore con Nicola e, una volta incinta, si ripromette di non far vivere alla bambina le stesse umiliazioni, educandola con una mentalità aperta e progressista.

## Citazioni musicali
La frase "volevo i pantaloni" è citata dalla cantante siciliana Marcella Bella nella sua canzone Sotto il vulcano, incisa nel 1991. Nella canzone, di matrice fortemente autobiografica, Marcella racconta della sua infanzia in Sicilia e del suo desiderio di emancipazione: "Io volevo i pantaloni, io volevo più dolcezze di aver voglia di esser bella."

## Titoli internazionali
- Good Girls Don't Wear Trousers (Le brave ragazze non indossano i pantaloni)
- Je voulais des pantalons (Volevo i pantaloni)
- Ich Wollte Hosen (Volevo i pantaloni)
- Quería los pantalones (Volevo i pantaloni)
- Eu querìa usar calças (Volevo indossare i pantaloni)
- Ήθελα να φορέσω παντελόνι (Volevo mettere i pantaloni)
- Zubon ga hakitakatta noni (ズボンがはきたかったのに?) (Volevo indossare i pantaloni)
- Paesi Bassi Ik wilde een broek (Volevo un paio di pantaloni)

## Edizioni
- Lara Cardella, Volevo i pantaloni, collana Oscar bestsellers, Arnoldo Mondadori Editore, 1994,  p. 121, ISBN 978-88-04-38845-6.